# Stara Zagora (oblast)
Stara Zagora (Bulgaars: Област Стара Загора) is een oblast in het centrale zuiden van Bulgarije. De oblast heeft een oppervlakte van 5.151 km² en telde in 2021 bijna 300.000 inwoners. De hoofdstad is het gelijknamige Stara Zagora.

## Bevolking
In de achttiende Bulgaarse volkstelling, uitgevoerd op 7 september 2021, werden 296.507 inwoners in de oblast Stara Zagora geregistreerd. Dit waren 36.758 mensen (-11,03%) minder dan 333.265 inwoners bij de census van 1 februari 2011. De gemiddelde jaarlijkse groei in die periode komt daarmee uit op -1,1%, hetgeen vergelijkbaar is dan het landelijk jaarlijks gemiddelde over deze periode (-1,14%). De oblast kampt al tientallen jaren met een intensieve bevolkingskrimp - net als alle overige oblasten in Bulgarije. In 1985 bereikte de oblast  een (officiële) recordaantal inwoners van 411.990 personen. Sindsdien is er continu sprake van een bevolkingsdaling, doordat er na de val van het communisme een neerwaartse spiraal is ontstaan van wegtrekkende bevolking, denataliteit, leegstand en daardoor verpaupering, terugval in voorzieningen, waardoor de leefbaarheid in het geding is gekomen en de bevolking - met name jongvolwassenen - blijft wegtrekken.  
| gemeente Stara Zagora     | 77.480  | 84.926  | 97.710  | 123.936 | 153.664 | 176.861 | 175.451 | 167.661 | 160.108 | 144.213 |
| gemeente Kazanlak         | 39.848  | 44.503  | 53.865  | 67.818  | 83.579  | 91.279  | 88.761  | 81.533  | 72.581  | 65.721  |
| gemeente Tsjirpan         | 36.574  | 39.315  | 38.219  | 35.100  | 34.277  | 31.487  | 29.702  | 26.264  | 21.637  | 18.137  |
| gemeente Radnevo          | 26.612  | 28.247  | 27.671  | 31.597  | 30.949  | 27.335  | 26.244  | 24.280  | 20.079  | 16.585  |
| gemeente Pavel Banja      | 20.011  | 19.827  | 19.547  | 19.762  | 20.498  | 19.464  | 16.950  | 15.891  | 14.186  | 12.594  |
| gemeente Galabovo         | 18.815  | 19.626  | 19.350  | 23.038  | 21.287  | 20.313  | 17.740  | 16.182  | 13.394  | 10.967  |
| gemeente Maglizj          | 15.949  | 15.958  | 16.082  | 16.186  | 15.618  | 14.078  | 13.777  | 12.973  | 10.180  | 9.992   |
| gemeente Bratja Daskalovi | 29.583  | 30.245  | 25.498  | 20.893  | 16.723  | 13.359  | 12.393  | 11.065  | 9.677   | 7.266   |
| gemeente Goerkovo         | 6.234   | 6.501   | 7.428   | 7.337   | 6.694   | 6.452   | 6.160   | 5.676   | 5.127   | 4.420   |
| gemeente Nikolaevo        | 5.435   | 5.462   | 5.483   | 6.282   | 6.385   | 5.608   | 5.302   | 4.948   | 4.346   | 4.194   |
| gemeente Opan             | 12.870  | 13.795  | 13.059  | 10.069  | 7.092   | 5.754   | 4.859   | 4.142   | 2.950   | 2.418   |
| oblast Stara Zagora       | 289.411 | 308.405 | 324.362 | 362.018 | 396.766 | 411.990 | 397.339 | 370.615 | 333.265 | 296.507 |

## Gemeenten
Stara Zagora bestaat uit de onderstaande elf gemeenten:
| - Bratja Daskalovi - Galabovo - Goerkovo - Kazanlak - Maglizj - Nikolaevo |  | - Opan - Pavel Banja - Radnevo - Stara Zagora - Tsjirpan |

Blagoevgrad · Boergas · Chaskovo · Dobritsj · Gabrovo · Jambol · Kjoestendil · Kardzjali · Lovetsj · Montana · Pazardzjik · Pernik · Pleven · Plovdiv · Razgrad · Roese · Silistra · Oblast Sofia · Sofia-Hoofdstad · Sjoemen · Sliven · Smoljan · Stara Zagora · Targovisjte · Varna · Veliko Tarnovo · Vidin · Vratsa